# Schneppenbach
Schneppenbach là một đô thị thuộc huyện Bad Kreuznach trong bang Rheinland-Pfalz, phía tây nước Đức. Đô thị Schneppenbach có diện tích 3,3 km², dân số thời điểm ngày 31 tháng 12 năm 2006 là 267 người. Lâu đài Schmidtburg, một trong những phế tích lâu đài ở bang Rhineland-Palatinate, nằm gần Schneppenbach.